# Jens-Peter Nettekoven

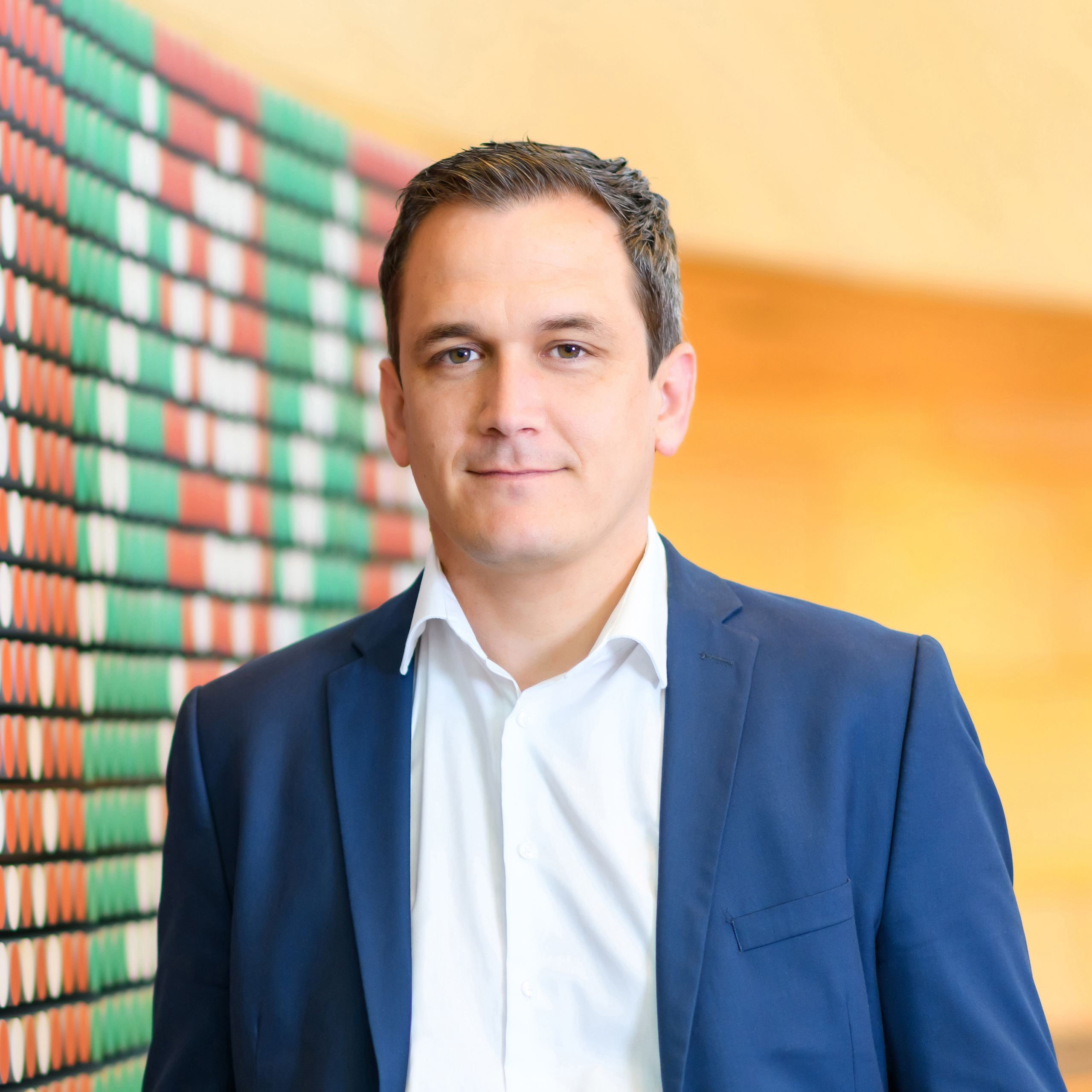
Jens-Peter Nettekoven, 2020

Jens-Peter Nettekoven (* 31. März 1978 in Bonn) ist ein deutscher Politiker (CDU). Er gehört seit Oktober 2013 dem Landtag von Nordrhein-Westfalen an.

## Leben
Nach der Mittleren Reife machte Nettekoven eine Ausbildung zum Bauzeichner. Ab 1998 durchlief er eine Laufbahn bei der Bundeswehr. An der Bundeswehrfachschule Köln erlangte er die Fachhochschulreife im Fach Wirtschaft und an der Universität der Bundeswehr in München den Abschluss Diplom-Betriebswirt (FH). Von 2010 bis 2013 war Nettekoven Feldjägerzugführer in Bonn, von Mai bis Oktober 2013 Kompaniechef der Stabs- und Versorgungskompanie beim Feldjägerregiment 2 in Hilden. Von März bis Juli 2011 diente er als Militärpolizist und Oberleutnant im Bundeswehrstandort Marmal bei Mazar-e-Sharif. Nettekoven ist verheiratet und hat eine Tochter.

## Politik
Nettekoven ist seit 2004 Mitglied der CDU. Von 2005 bis 2006 war er Medienreferent der Jungen Union in Remscheid, von 2010 bis 2021 war er Vorsitzender des CDU-Kreisverbandes Remscheid. Von 2011 bis 2022 war er stellvertretender Vorsitzender des CDU-Bezirks Bergisches Land und seit 2012 ist er Mitglied des Landesvorstandes NRW der CDU. Am 17. Oktober 2013 rückte er für Oliver Wittke nach und ist seitdem Abgeordneter im Landtag Nordrhein-Westfalen. Von Juni 2014 bis September 2020 war er Vorsitzender der CDU-Ratsfraktion in Remscheid. Nach der Landtagswahl vom 14. Mai 2017 erhielt Nettekoven das Direktmandat im Landtagswahlkreis Remscheid – Oberbergischer Kreis III, das er bei der Landtagswahl im Mai 2022 verteidigte.
Nettekoven ist in folgenden Ausschüssen tätig:
|  | 18. Wahlperiode                               | 18. Wahlperiode   |
|  | --------------------------------------------- | ----------------- |
|  | Integrationsausschuss                         | ordentl. Mitglied |
|  | Sportausschuss                                | Sprecher          |
|  | Petitionsausschuss                            | ordentl. Mitglied |
|  | 17. Wahlperiode                               |                   |
|  | Sportausschuss                                | Sprecher          |
|  | Ausschuss für Arbeit, Gesundheit und Soziales | ordentl. Mitglied |
|  | Petitionsausschuss                            | ordentl. Mitglied |
|  | 16. Wahlperiode                               |                   |
|  | Ausschuss für Kommunales                      | ordentl. Mitglied |
|  | Rechtsausschuss                               | ordentl. Mitglied |
|  | Petitionsausschuss                            | ordentl. Mitglied |

## Sport
Jens Peter Nettekoven, der bereits als Kind seine ersten Erfahrungen im Ringkampfsport gemacht hat, wurde am 1. November 2014 im Rahmen des Verbandstages zum Präsidenten des Ringerverbandes NRW gewählt. Im April 2022 gab er das Amt des NRW-Ringerpräsidenten an Jörg Helmdach ab. Am 20. November 2021 wurde er zum Präsidenten des Deutschen Ringer-Bundes gewählt, im Dezember 2022 zum Vizepräsidenten des Deutschen Olympischen Sportbundes.